# Cotaena tchala
Cotaena tchala é uma espécie de mariposa no género cotaena. Foi descrita por Sohn e Heppner em 2015. Pode ser encontrada no Rio de Janeiro, Brasil.